# Stefan Franciszczak
Stefan Franciszczak ou Stefan Franciszok était l'un des leaders des résistants polonais en France durant la seconde guerre mondiale à la tête des groupes de combat de l'Organisation spéciale et de la  Main-d'œuvre immigrée, rapidement rebaptisée en 1942 FTP-MOI, principalement formés de l'immigration polonaise dans le bassin minier du Nord-Pas-de-Calais. 
Avec Rudolf Larysz et Jan Rutkowski, il diffuse dès l'été 1940 les premières publications, opère les premiers sabotages puis anime l'année suivante la grande grève patriotique des cent mille mineurs du Nord-Pas-de Calais de mai-juin 1941.
Il s'engage dans les réseaux de la Résistance intérieure française, via  de la  Main-d'œuvre immigrée, rapidement rebaptisée en 1942 FTP-MOI, principalement formés de l'immigration polonaise dans le bassin minier du Nord-Pas-de-Calais.  Il intègre la direction parisienne, composée « de jeunes ouvriers mineurs du Nord-Pas-de-Calais, politiquement inexpérimentés »,,la section juive étant distincte, même si lui en a un peu plus que les autres. Parmi les autres, Jan Rutkowski et Rudolf Larysz, eux aussi résistants dès 1940, mais aussi Bolesław Maślankiewicz, Stanisław Kuc, Roman Kornecki et Franciszek Sobecki, premier secrétaire du « trio » dirigeant de la section polonaise à Paris.
Avec Jan Rutkowski et Rudolf Larysz, il anime la grande grève patriotique des cent mille mineurs du Nord-Pas-de Calais de mai-juin 1941.